# Distrito de San Juan Bautista (Maynas)
El distrito de San Juan Bautista  es uno de los 11 distritos de la provincia de Maynas, ubicada en el departamento de Loreto, bajo la administración del Gobierno regional de Loreto, en el Perú. 

## Historia
El distrito fue creado mediante Ley N.º 27195 del 5 de noviembre de 1999, en el gobierno del presidente Alberto Fujimori.
Según el escritor Armando Rebatta Parra, la historia verdadera del pueblo de San Juan que se convirtió en distrito, se remonta hacia los años 1930 aproximadamente, tiempos del auge de las haciendas, del caucho y la balata. Se inició como aldea Kukama.
El 17 de noviembre de 2002 se realizaron las primeras elecciones municipales distritales, siendo elegido Jorge Luis Monasí Franco.

## Geografía
Punchana está ubicada en el norte de Iquitos, asentada urbanamente sobre la Gran Planicie y se extiende políticamente en una gran extensión de 1,573.390 km², albergando prominentemente al río Amazonas por su septentrión. El distrito se levanta aproximadamente a 105 m s. n. m.

## Demografía
Actualmente, la estimación poblacional del distrito alberga 153,840 habitantes.
| Censos oficiales | Categorías | Población | Estimado 2024 |
| ---------------- | ---------- | --------- | ------------- |
| INEI 2007        | Urbano     | 88,194    | 153,840 Hab   |
| INEI 2007        | Rural      | 13,882    | 153,840 Hab   |
| INEI 2007        | Total      | 102,076   | 153,840 Hab   |
| INEI 2017        | Urbano     | 99,151    | 153,840 Hab   |
| INEI 2017        | Rural      | 27,854    | 153,840 Hab   |
| INEI 2017        | Total      | 127,005   | 153,840 Hab   |

### Centros poblados
El cuadro muestra los centros poblados rurales que pertenecen al distrito de San Juan Bautista.
| CÓDIGO | CENTROS POBLADOS (INEI 2017) |
| 0002   | RUMOCOCHA                    |
| 0003   | SANTA CLARA                  |
| 0004   | PUERTO ALMENDRAS             |
| 0005   | NINA RUMI                    |
| 0006   | LLANCHAMA                    |
| 0007   | SAN MARTIN                   |
| 0008   | MISHANA                      |
| 0009   | YUTO                         |
| 0010   | PORVENIR                     |
| 0011   | 15 DE ABRIL                  |
| 0012   | 3 DE OCTUBRE                 |
| 0013   | BELEN DE JUDA                |
| 0014   | SAN PEDRO                    |
| 0015   | SANTO TOMAS                  |
| 0017   | QUISTOCOCHA                  |
| 0018   | ZUNGARO COCHA                |
| 0020   | 5 DE JUNIO                   |
| 0021   | PALO SECO                    |
| 0022   | PEÑA NEGRA                   |
| 0023   | SAN ANTONIO                  |
| 0024   | VARILLAL                     |
| 0025   | MORALILLO                    |
| 0026   | SAN JOSE                     |
| 0027   | NUEVA ESPERANZA              |
| 0028   | EL DORADO                    |
| 0029   | 24 DE JUNIO                  |
| 0030   | PAUJIL II ZONA               |
| 0031   | 13 DE FEBRERO                |
| 0032   | PAUJIL I ZONA                |
| 0033   | NUEVO HORIZONTE              |
| 0034   | NUEVO MILAGRO                |
| 0035   | PARAISO                      |
| 0036   | VILLA EL BUEN PASTOR         |
| 0037   | EX PETROLERO I ZONA          |
| 0039   | EX PETROLEROS II ZONA        |
| 0040   | SAN PEDRO PINTUYACU          |
| 0041   | SANTA MARTHA                 |
| 0042   | NUEVA SANTA ELOYSA           |
| 0043   | UNION                        |
| 0044   | 10 DE OCTUBRE I ZONA         |
| 0045   | SAN LUCAS                    |
| 0046   | EL TRIUNFO                   |
| 0047   | NUEVA VIDA                   |
| 0048   | VARADERO DE OMAGUAS          |
| 0049   | HABANA                       |
| 0051   | NUEVO PROGRESO               |
| 0052   | NUEVO SAN MARTIN             |
| 0054   | MIRAFLORES                   |
| 0055   | 12 DE ABRIL                  |
| 0056   | CAHUIDE                      |
| 0057   | 12 DE OCTUBRE                |
| 0058   | MELITON CARBAJAL             |
| 0059   | LUZ DE ORIENTE               |
| 0060   | 28 DE ENERO                  |
| 0061   | NUEVA VILLA BELEN            |
| 0063   | BUENA ESPERANZA              |
| 0064   | SANTA BARBARA                |
| 0065   | SAN CARLOS                   |
| 0066   | SOLEDAD                      |
| 0067   | ANGUILLA                     |
| 0069   | LOS DELFINES                 |
| 0070   | UNION PROGRESO               |
| 0072   | YARANA                       |
| 0074   | ANGEL CARDENAS               |
| 0077   | CREACION 2000                |
| 0078   | NUEVO TRIUNFO                |
| 0079   | HUAMBE                       |
| 0080   | CIUDAD SALTELITE             |
| 0081   | AGUA BLANCA                  |
| 0082   | 10 DE OCTUBRE II ZONA        |
| 0083   | LOS CEDROS                   |
| 0084   | HUASCAR                      |
| 0086   | NUEVO SAN JUAN               |
| 0088   | SANTA CATALINA               |
| 0089   | 23 DE FEBRERO                |
| 0090   | SAN MARTIN II ZONA           |
| 0092   | SAN MARTIN                   |
| 0093   | CALIPSO                      |
| 0095   | LA PAZ                       |
| 0097   | SHUSHUNA                     |
| 0098   | VILLA CRUZ                   |
| 0099   | SAN CIRILO                   |
| 0100   | GEDEONES                     |
| 0101   | 31 DE AGOSTO                 |

## Autoridades

### Municipales
- 2023 - 2026[7]
  - Alcalde: Joel Ronal Parimango Álvarez Reivindiquemos Loreto.
  - Regidores:

  1. Ángel Enrique López Rojas (Restauración Nacional)
  2. Yuri Omar Luna Monasí (Restauración Nacional)
  3. Lila Karina Lozano Rojas (Restauración Nacional)
  4. Paulo Rodrigo Pérez Saldaña (Restauración Nacional)
  5. Yeshenia Melissa Rodríguez Alva (Restauración Nacional)
  6. Oscar Dean Morillas Silva (Restauración Nacional)
  7. Guillermo Favio Álvarez Rodríguez (Restauración Nacional)
  8. Sara Marlene Chong Zambrano (Movimiento Esperanza Región Amazónica)
  9. Karla Victoria Calderón Rodríguez (Movimiento Esperanza Región Amazónica)
  10. Juan Manuel Polanco Díaz (Movimiento Esperanza Región Amazónica.

Alcaldes anteriores
| Nº | Alcalde                    | Partido                                        | Inicio del mandato | Fin del mandato |
| -- | -------------------------- | ---------------------------------------------- | ------------------ | --------------- |
| 1  | Jorge Luis Monasí Franco   | Movimiento Independiente Nueva Amazonía        | 2003               | 2006            |
| 2  | Mirna Villacorta Cárdenas  | Movimiento Independiente Regional Vamos Loreto | 2007               | 2010            |
| 3  | Francisco Sanjurjo Dávila  | Movimiento Independiente Integración Loretana  | 2011               | 2014            |
| 4  | Francisco Sanjurjo Dávila  | Movimiento Integración Loretana                | 2015               | 2018            |
| 5  | José Martín Arévalo Pinedo | Restauración Nacional                          | 2019               | 2022            |
| 6  | Joel Parimango Álvarez     | Movimiento Independiente Reinvidiquemos Loreto | 2023               | 2026            |

## Festividades
- Junio: Fiesta de San Juan